# Avenue de la Couronne
L'avenue de la Couronne (en néerlandais : Kroonlaan) est une voie de circulation située sur le territoire de la commune d'Ixelles, en Belgique. Elle relie la place Raymond Blyckaerts au quartier du Cimetière d'Ixelles.

## Histoire
Créée par l'Arrêté royal du 14 juin 1864 et initialement nommée « rue du Trône prolongée », elle est renommée en avenue de la Couronne vers 1880-1885. La mise en place de la voirie commence début des années 1870 et s’accélère à partir de 1890, à la suite d'une affluence des demandes de permis de bâtir qui durera jusqu'au début de la Première Guerre mondiale. L'avenue est alors bordée principalement d'habitations bourgeoises,.
Le long de l'avenue ont été construits l'ancien hôpital militaire d'Ixelles et la caserne de gendarmerie d'Ixelles. L'avenue a été atteinte, par erreur, par un bombardement américain le 7 septembre 1943 pendant la Seconde Guerre mondiale. Un grand nombre de maisons sont détruites. Par la suite, des immeubles à appartements seront construits en remplacement.
Entre le boulevard Général Jacques et le cimetière d'Ixelles, l'avenue de la Couronne est proche de l'Université libre de Bruxelles et de la Vrije Universiteit Brussel. De nombreux bâtiments à vocation industrielle datant de la seconde moitié du XXe siècle ont été démolis dans les années 2010-2020 au profit d'immeubles de kots étudiants. L'ancienne Caserne Fritz Toussaint, à l'angle du boulevard Général Jacques, est également en cours de réaménagement en quartier mixte comportant des kots, appartements et espaces culturels.

## Transports en commun
L'avenue de la Couronne est desservie par la ligne de bus 95 sur toute sa longueur (Blyckaerts - Cimetière d'Ixelles).
Elle passe à proximité des gares de Germoir et d'Etterbeek.

## Galerie photos

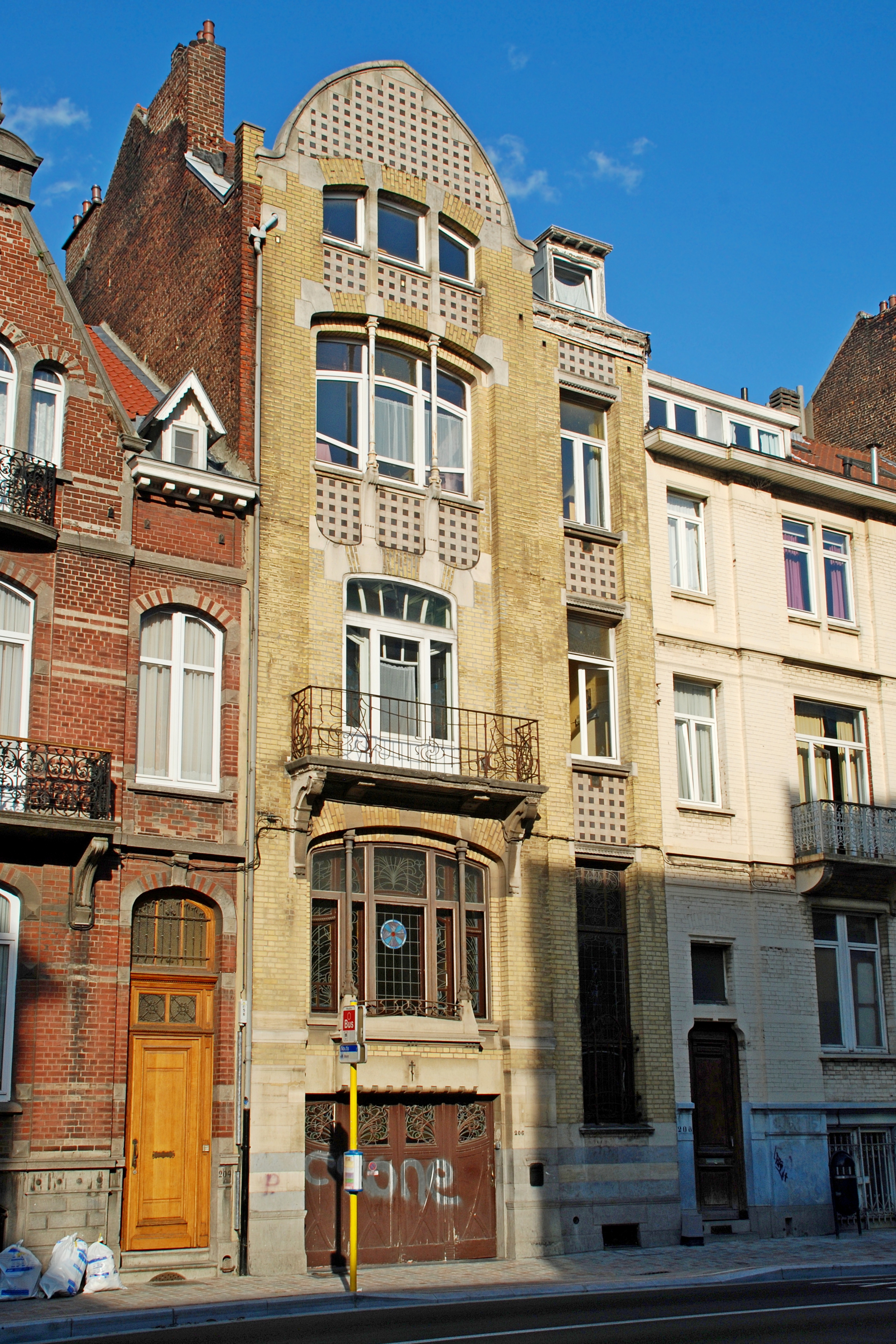
Maison Watteyne.
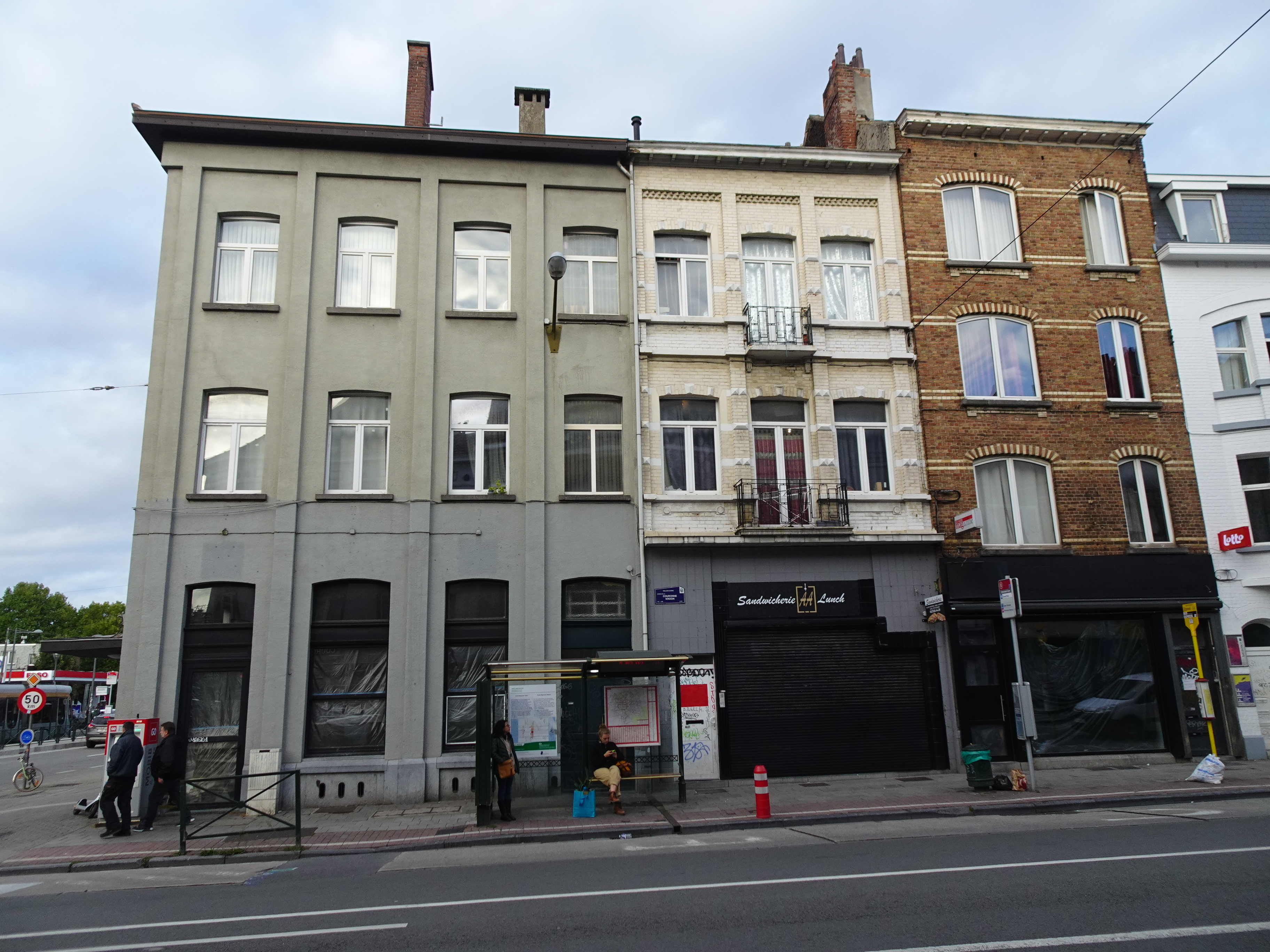
Ancien hôtel du phare (à l'angle du Boulevard Général Jacques)
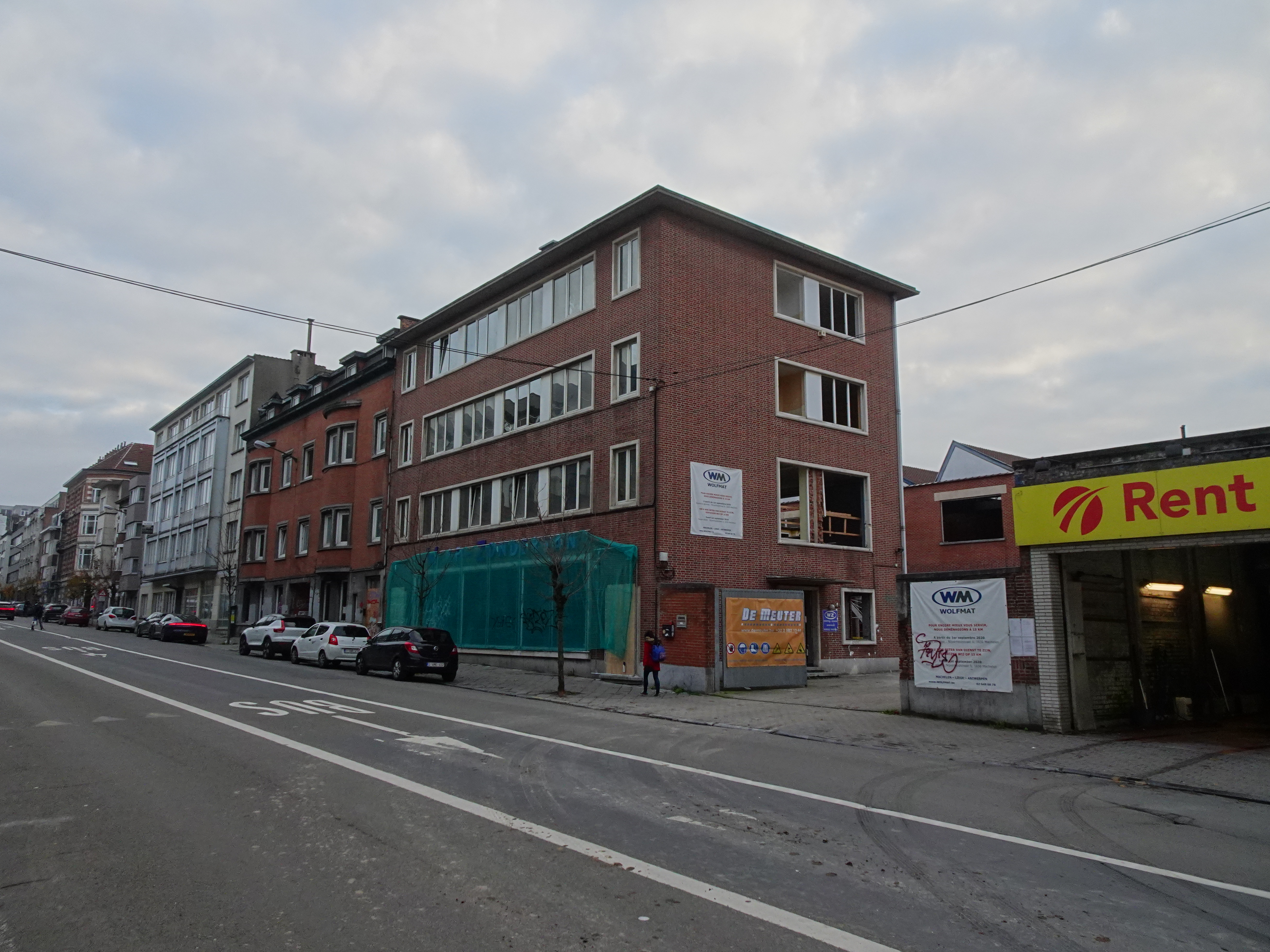
Immeubles démolis en 2022 au profit de logements estudiantins.